# Rhipidia (Rhipidia) thysbe
Rhipidia (Rhipidia) thysbe is een tweevleugelige uit de familie steltmuggen (Limoniidae). De soort komt voor in het Neotropisch gebied.